# A Tombstone Every Mile
A Tombstone Every Mile (deutsch: „Jede Meile ein Grabstein“) ist ein von Dan Fulkerson geschriebenes und vom US-amerikanischen Sänger Dick Curless aufgenommenes Country-Lied. Ausgekoppelt aus dem gleichnamigen Album wurde es im Januar 1965 als Single veröffentlicht. Das Album erreichte Platz 12 der Billboard Country-Charts; die Single schaffte es auf Platz 5 und war 17 Wochen in den Charts.

## Hintergrund
Das Lied beschreibt die gefährliche Strecke durch die Wälder und Hügel Maines auf dem U.S. Highway 2 in der Gegend um Haynesville im Aroostook County nahe der kanadischen Grenze. Viele Lastwagenfahrer, die Kartoffeln und andere Waren zu den Märkten in Boston transportierten, erlitten auf dieser Strecke schwere, oft auch tödliche Unfälle. Vor allem eine gefährliche Haarnadelkurve war ein Unfallschwerpunkt.
Dick Curless stammte aus Fort Fairfield, einem Ort, der für seinen Kartoffelanbau bekannt ist und nur etwa 44 Kilometer von Haynesville entfernt liegt. Dorthin zog er sich nach seiner Zeit als Soldat im Korea-Krieg zurück, um sich von gesundheitlichen Problemen zu erholen. Mitte der 1950er Jahre lernte Curless Dan Fulkerson kennen, der für ihn das Lied A Tombstone Every Mile schrieb. Gemeinsam gründeten Curless und Fulkerson mit Allagash Records und dem Verlag Aroostoock Music ein neues Label. Durch den großen Erfolg von A Tombstone Every Mile erhielt Curless einen Vertrag mit dem Verlag Tower Records, einem Tochterunternehmen von Capitol Records.

## Inhalt
Im Refrain wird der Verlust an Menschenleben beschrieben, die die gefährliche Strecke durch die Wälder von Haynesville gefordert hat:
It’s a stretch of road up north in Maine

That’s never ever ever seen a smile

If they’d buried all them truckers lost in them woods

There’d be a tombstone every mile

Count ’em off there’d be a tombstone every mile
Es ist ein Straßenabschnitt im Norden von Maine

Der hat nie ein Lächeln gesehen

Wenn sie all die Lastwagenfahrer dort begraben hätten, die in den Wäldern verloren gegangen sind

Stünde jede Meile ein Grabstein

Zähle sie ab, da stünde jede Meile ein Grabstein
Die erste Strophe ruft die Lastwagenfahrer auf, dem Sänger zuzuhören und ihm Aufmerksamkeit zu schenken, deutlich wird die zweite Strophe, in der eindringlich vor den Gefahren der Straße gewarnt wird:
When you’re loaded with potatoes and you’re headed down

You’ve got to drive the woods to get to Boston town

When it’s winter up in Maine better check it over twice

That Haynesville road is just a ribbon of ice
Wenn du mit Kartoffeln beladen, auf dem Weg nach unten bist

musst du durch den Wald fahren, um nach Boston zu gelangen

Wenn es Winter in Maine ist, schau es dir besser zweimal an

Diese Straße in Haynesville ist nur ein Band aus Eis
Die Warnungen wiederholen sich in der dritten und letzten Strophe des Lieds.

## Cover-Versionen
Das Lied wurde vielfach neu aufgenommen. Bill Kirchen brachte im Jahr 1994 eine Neuaufnahme von A Tombstone Every Mile heraus. Weitere Aufnahmen erfolgten durch Red Simpson (1967 und 2012), Nick Lowe (2004), Charlie Moore (2004), John McSweeney und vielen weiteren.
In der Novelle von Stephen King A Good Marriage spielt das Lied A Tombstone Every Mile eine Rolle, als durch eine Entdeckung in der Garage das Leben und die Ehe von Darcy Anderson auf den Kopf gestellt wird. Als die Kurzgeschichte im Jahr 2014 verfilmt wurde, sang Jaymay das Lied.